# Consistencia interna
En la estadística y en la investigación, la consistencia interna es usualmente una medida basada en las correlaciones entre distintos ítems dentro de la misma prueba. Mide si los distintos ítems producen resultados similares en el supuesto general. Por ejemplo, si un encuestado se expresó favorablemente con la proposición "Me gusta andar en bicicleta" y "He disfrutado haciendo ciclismo en el pasado", y en desacuerdo con la proposición "Odio las bicicletas", sería esto entonces indicativo de una buena consistencia interna en el test.
La consistencia interna se mide frecuentemente con el Alfa de Cronbach, un estadístico calculado a partir de las correlaciones pares entre los ítems. La consistencia interna, de esta manera, posee un rango entre cero y uno. Una regla comúnmente aceptada que describe la magnitud de la consistencia interna es la siguiente:
| Alfa de Cronbach | Consistencia interna |
| ---------------- | -------------------- |
| α ≥.9            | Excelente            |
| .9 > α ≥.8       | Bueno                |
| .8 > α ≥.7       | Aceptable            |
| .7 > α ≥.6       | Dudoso               |
| .6 > α ≥.5       | Pobre                |
| .5 > α           | Inaceptable          |

Magnitudes de confianza muy altas (0,95 o mayores) no son necesariamente buenas, ya que podrían ser indicio de que los ítems probablemente sean completamente redundantes [cita requerida]. La meta en la construcción de un diseño confiable es remarcar que los ítems similares se encuentran relacionados (son consistentes internamente), pero que cada uno contribuya con información única y distinguible.
Sin embargo, una manera distinta de pensar acerca de la consistencia interna, es que la misma es un indicativo de que todos los ítems de una prueba miden la misma variable latente. La ventaja de esta perspectiva sobre la noción de un alto promedio de correlación entre los ítems de una prueba - la perspectiva que subyace bajo el Alfa de Cronbach - es que el promedio de correlación por ítem es afectado por el sesgo (en la distribución de las correlaciones de los ítems) tanto como cualquier otro promedio. Por lo tanto, mientras la correlación entre ítems es cero cuando los mismos miden diversas variables latentes no relacionadas, la correlación promedio entre ítems en tal caso sería mayor que cero. Entonces, mientras que lo ideal en una medida es que todos los ítems de un test midan la misma variable latente, el alfa ha demostrado alcanzar en varias ocasiones valores ligeramente altos aun cuando el conjunto de ítems midieran distintas variables latentes no relacionadas. El "Coeficiente Omega" jerárquico sería un índice más apropiado del alcance en el cual todos los items en una prueba miden para la misma variable latente. Diversas medidas de consistencia interna son revisadas y resumidas por Revelle & Zinbarg (2009).